# Искажённое восприятие
Искажённое восприятие — тип искажения восприятия, при котором индивид воспринимает объекты, людей или ситуации таким образом, который не соответствует реальности. Например, человек с искажённым восприятием может видеть то, чего нет, или толковать ситуации таким образом, который не является точным.
Обычно вызвано различными факторами, такими как стресс, тревога, депрессия и другие психические проблемы. Искажение восприятия может также происходить в результате приобретенного повреждения мозга.
Искажение восприятия может приводить к негативным последствиям для самооценки, отношений с другими людьми и адаптации к окружающей среде. Человек с искажённым восприятием может испытывать недоверие, страх, гнев, вину или стыд. Также мешает рациональному мышлению и принятию решений.
Корректируется с помощью психотерапии, медикаментозного лечения или комбинации обоих методов. Цель лечения — помочь человеку осознать и изменить свои искаженные мысли, эмоции и поведение. Лечение также направлено на улучшение самопонимания, самопринятия и саморегуляции человека.